# Baunach
Baunach là một thị trấn nằm ở huyện Oberfranken, thuộc bang Bayern, Đức.